# Kongsted Sogn
Kongsted Sogn er et sogn i Tryggevælde Provsti (Roskilde Stift).
I 1800-tallet var Kongsted Sogn et selvstændigt pastorat. Det hørte til Fakse Herred i Præstø Amt. Kongsted sognekommune blev ved kommunalreformen i 1970 indlemmet i Rønnede Kommune, der ved strukturreformen i 2007 indgik i Faxe Kommune.
I Kongsted Sogn ligger Kongsted Kirke.
I sognet findes følgende autoriserede stednavne:
- Bogmose (bebyggelse)
- Borup Hestehave (bebyggelse)
- Bovmose (bebyggelse)
- Eskilstrup (bebyggelse, ejerlav)
- Gavevænge (areal, bebyggelse)
- Grunderup (bebyggelse, ejerlav)
- Hjortebjerg (bebyggelse)
- Hyllede (bebyggelse, ejerlav)
- Kongsted (bebyggelse, ejerlav)
- Kongsted Strandhuse (bebyggelse)
- Kongsted-Borup (bebyggelse, ejerlav)
- Krageborg (bebyggelse)
- Leestrup (bebyggelse, ejerlav)
- Leestrup Strand (bebyggelse)
- Lystrup (bebyggelse, ejerlav, landbrugsejendom)
- Nymarkshuse (bebyggelse)
- Pugebjerg (areal, bebyggelse)
- Rønnede (bebyggelse)
- Skov Torup (bebyggelse, ejerlav)
- Store Lyng (bebyggelse)
- Svennerup (bebyggelse, ejerlav)
- Svennerup Skovhuse (bebyggelse)
- Tingerup (bebyggelse, ejerlav)
- Tingerup Tykke (areal)
- Tornemark (bebyggelse)
- Vandvænge (bebyggelse)
- Åstrup (bebyggelse, ejerlav)
- Åstrup Hestehave (bebyggelse)